# 2-Метилбензоксазол
2-Метилбензоксазол — гетероциклическое органическое соединение с химической формулой C8H7NO. Применяется как полупродукт в синтезе метиновых красителей.

## Физические и химические свойства
Бесцветная жидкость с температурой кипения 200—201 °C, окрашивающаяся на воздухе в красноватый цвет. Молярная масса 133,15 г/моль, относительная плотность {\displaystyle d_{4}^{20}} = 1,1211, хорошо растворим в спирте, не растворим в воде.
Гидролизуется с образованием 2-ацетоаминофенола, с иодметаном образует иодметилат 2-метилбензоксазола.

## Получение
2-Метилбензоксазол получают по методу А. Ладенбурга:
 {\displaystyle +(CH_{3}CO)_{2}O\longrightarrow } 
Для этого кипятят с обратным холодильником 2-аминофенол с уксусным ангидридом, в процессе чего происходит ацилирование по азоту, а затем — циклизация. Полученный осадок промывают насыщенным раствором карбоната калия, экстрагируют эфиром, сушат и делают фракционную перегонку, собирая фракцию с температурой кипения 200—204 °C. Общий выход реакции около 79 %.
Может также быть получен из 2-аминофенола и ацетоуксусного эфира.

## Применение
Иодметилат 2-метилбезоксазола используют в органическом синтезе для получения метиновых красителей.